# Natalio
Natalio ist ein spanischer männlicher Vorname.

## Herkunft und Bedeutung
Natalio ist eine spanische männliche Form zu dem weiblichen Vornamen Natalia. Der Name wird häufig als Zwischenname vergeben. Die portugiesische Form des Namens ist Natálio, die italienische Form ist Natale.

## Namensträger

### Vorname
- Natalio Perinetti (1900–1985), argentinischer Fußballspieler
- Natalio Pescia (1922–1989), argentinischer Fußballspieler

### Zwischenname
- Óscar Natalio Bonavena (1942–1976), argentinischer Schwergewichtsboxer
- Mariano Natalio Carrera (* 1980), argentinischer Boxer
- Fernando Natalio Chomalí Garib (* 1957), chilenischer römisch-katholischer Geistlicher, Erzbischof von Santiago de Chile, Kardinal

## Sonstiges
- Natalio (Distrikt in Paraguay) , Distrikt im paraguayischen Departamento Itapúa